# Akvadukt Lutetia

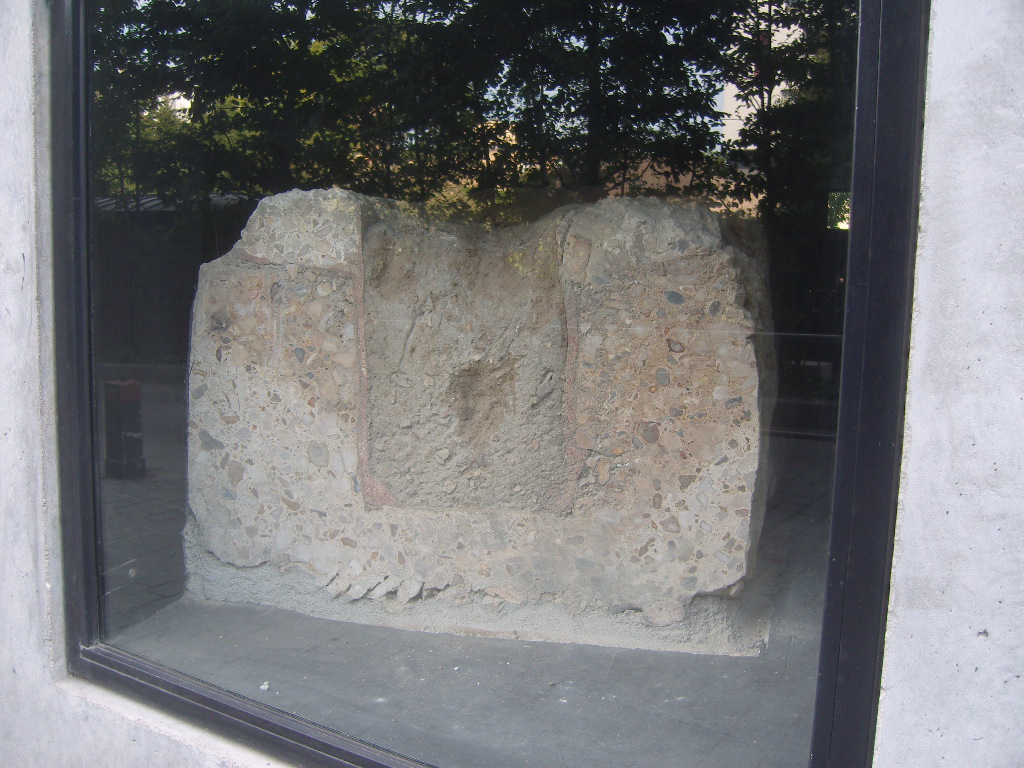
pozůstatek akvaduktu Lutetia

Akvadukt Lutetia (francouzsky Aqueduc de Lutèce) je název bývalého akvaduktu, který dodával vodu do galo-římského města Lutetia, předchůdce dnešní Paříže. Jeho pozůstatky se dochovaly do dnešních dnů.

## Historie
Akvadukt byl pravděpodobně postaven ve 2. polovině 2. století n. l. pro římské město Lutetia, které se nacházelo na levém břehu řeky Seiny. Přestal fungovat v době stěhování národů ve 4. století kvůli nedostatečné údržbě. Obyvatelé opustili špatně chráněný levý břeh a nalezli lepší útočiště na ostrově Cité, takže akvadukt ztratil svůj význam.
Akvadukt nezmizel úplně. Dochovaly se zbytky mostu v obci Arcueil a v Paříži se na něj několikrát též narazilo při výkopových pracích. Ve 2. polovině 19. století inženýr Eugène Belgrand při průzkumu rekonstruoval jeho původní trasu. Poslední významný objev se konal v Paříži v roce 1996, kdy při přestavbě oblasti, kde se nacházely dílny bývalé železniční trati Sceaux, byla mezi ulicemi Rue d'Alesia a Avenue Reille objevena část akvaduktu.

## Popis akvaduktu
Voda pocházela z pramenů na pláni mezi obcemi Wissous, Rungis, Chilly-Mazarin a Morangis na severu dnešního departementu Essonne. Voda byla od pramenů přiváděna několika menšími akvadukty do nádrže o objemu asi 15 m3, která se nacházela severozápadně od dnešní obce Wissous. Odtud vedl hlavní akvadukt, který sám nabíral vodu z dalších zdrojů podél své cesty. Měřil 16 km a vedl přes dnešní departement Val-de-Marne a obce Rungis, Fresnes, L'Haÿ-les-Roses, Cachan, Arcueil a Gentilly a na území dnešní Paříži vstupoval v prostoru parku Montsouris. Přes dnešní ulici Rue Saint-Jacques se dostal na montagne Sainte-Geneviève, odkud zásoboval vodou lázně, fontány a celé město.
Voda tekla betonovým kanálem kolísajících rozměrů (zhruba 0,62 m vysoký a 1,28 m široký), který byl položen v podzemí, asi 1 metr hluboko a zakrytý deskami. Průměrný sklon činil 0,56 m/km. Odhaduje se, že jeho průtok činil 1500 m3 za den.
V obcích Arcueil a Cachan vedl akvadukt přes údolí řeky Bièvre po mostě. Dnes z něj zůstal jediný oblouk a několik sloupů zabudovaných ve zdi. Most byl asi 300 metrů dlouhý, 18 metrů vysoký a skládal se z jednoho patra.
Na tomto místě byl později vybudován jiný akvadukt pro zásobování Paříže. Nechala jej vystavět Marie Medicejská na počátku 17. století (zprovozněn 1623) a trasa byla velmi podobná jako u antického akvaduktu.